# Parafia Matki Bożej Różańcowej w Rudzie Śląskiej
Parafia Matki Bożej Różańcowej w Rudzie Śląskiej – rzymskokatolicka parafia, należąca do dekanatu Ruda Śląska, w archidiecezji katowickiej, zlokalizowana przy ul. Kościelnej 12 w dzielnicy Ruda.

## Historia
- W roku 1869 hrabia Karol Wolfgang von Ballestrem wybudował kościół pod wezwaniem Matki Boskiej Różańcowej. Pierwszymi duszpasterzami byli Jezuici.
- W roku 1922 Jezuici zostali wypędzeni[1].
- 1 stycznia 1929 roku erygowana została parafia Matki Boskiej Różańcowej, wydzielona z parafii św. Józefa.
- W roku 1983 z części południowej parafii Matki Bożej Różańcowej została wydzielona Parafia św. Piusa X w Rudzie Śląskiej.
- 12 lutego 1987 roku dekretem Ojca Generała zakonu Jezuitów rozwiązano rezydencję tegoż zakonu przy parafii M.B. Różańcowej i Parafię przejęli księża diecezjalni.

## Spis proboszczów
- ks. Antoni Rybka SJ, administrator 1929-1930
- ks. Józef Balcerek SJ, administrator 1930-1933
- ks. Franciszek Kałuża SJ, administrator 1933-1938
- ks. Jan Kopeć SJ, administrator 1938-1940
- ks. Paweł Urmitzer Sj, administrator 1940-1945
- ks. Jan Kopeć SJ, administrator 1945
- ks. Józef Balcerek SJ, administrator 1945-1950
- ks. Władysław Augustynek SJ, administrator 1950-1956
- ks. Stefan Rząsa SJ, administrator 1956-1968
- ks. Wincenty Pudełko SJ, 1968-1975
- ks. Marian Kępka SJ, 1975-1982
- ks. Józef Domaradzki SJ, 1982-1987
- ks. Józef Mazur, 1987-2011
- ks. Tadeusz Pukocz, 2011-nadal

## Statystyki
- Księgi metrykalne: chrztów od 1929, małżeństw od 1929, zmarłych od 1929.
- Kronika parafialna: od 1987.
- Ulice należne do parafii: Bujoczka, Chopina, Janasa, Kościelna, Ligonia, Macieja, Magazynowa nieparzyste, Miarki, Mickiewicza, Mielęckiego, Morcinka, Nałkowskiej, Norwida parzyste od 14, nieparzyste 19-29, Porębska, Promienna, Sieronia, Skłodowskiej, Smołki, Starowiejska, Staszica, Szczęść Boże, Wieniawskiego, Wolności 1-39, 18-26, Żeleńskiego.
- Liczba mieszkańców: 8500, katolików 8100.
- Odpust: 1 niedziela października.
- Wieczna adoracja: 17 VII.